# Football Club Schifflange 95
Maillots
Actualités
Le FC Schifflange 95 est un club luxembourgeois de football basé à Schifflange.

## Historique
En 1995, deux clubs luxembourgeois, le National Schifflange et les Amis des Sports, fusionnent pour donner le FC Schifflange 95.
Le club fait sa première apparition en Division Nationale lors de la saison 1999-2000. Le FC Schifflange 95 termine dixième et est donc relégué à l'issue de la saison.

## Joueurs passés au club
Le Football Club Schifflange a notamment formé le bosnien Miralem Pjanić qui a évolué à FC Barcelone. La carrière de Pjanić est une source importante de revenus pour le FC Schifflange 95. En effet, grâce au mécanisme de solidarité FIFA, le club luxembourgeois reçoit des sommes d'argents à chacun des transferts du milieu de terrain international bosnien. Le club récupère par exemple 450 000 € lors du transfert de Pjanić de la Juventus au FC Barcelone.